# Draft NBA 1997
Il Draft NBA 1997 si è svolto il 25 giugno 1997 a Charlotte, Carolina del Nord. I Washington Wizards dovettero rinunciare alla 17ª chiamata, in seguito alla vicenda legata al contratto di Juwan Howard.

## Giocatori scelti al 1º giro
|   | Indica un giocatore che è stato inserito nella Naismith Memorial Basketball Hall of Fame |
| * | Indica il giocatore che ha vinto il titolo di Rookie of the Year                         |
|   | Indica un giocatore che non ha mai giocato una partita in NBA                            |

| Scelta | Giocatore              | Nazionalità                          | Squadra NBA                           | Scuola/ex squadra                       |
| ------ | ---------------------- | ------------------------------------ | ------------------------------------- | --------------------------------------- |
| 1      | Tim Duncan * (F/C)     | Stati Uniti/ Isole Vergini Americane | San Antonio Spurs                     | Wake Forest                             |
| 2      | Keith Van Horn (PF)    | Stati Uniti                          | Philadelphia 76ers                    | Utah                                    |
| 3      | Chauncey Billups (PG)  | Stati Uniti                          | Boston Celtics                        | Colorado                                |
| 4      | Antonio Daniels (PG)   | Stati Uniti                          | Vancouver Grizzlies                   | Bowling Green                           |
| 5      | Tony Battie (C/PF)     | Stati Uniti                          | Denver Nuggets                        | Texas Tech                              |
| 6      | Ron Mercer (SF)        | Stati Uniti                          | Boston Celtics                        | Kentucky                                |
| 7      | Tim Thomas (SF)        | Stati Uniti                          | New Jersey Nets                       | Villanova                               |
| 8      | Adonal Foyle (C)       | Saint Vincent e Grenadine            | Golden State Warriors                 | Colgate                                 |
| 9      | Tracy McGrady (G/F)    | Stati Uniti                          | Toronto Raptors                       | Mt. Zion Christian Academy (Durham, NC) |
| 10     | Danny Fortson (PF)     | Stati Uniti                          | Milwaukee Bucks                       | Cincinnati                              |
| 11     | Tariq Abdul-Wahad (SF) | Francia                              | Sacramento Kings                      | San Jose State                          |
| 12     | Austin Croshere (F)    | Stati Uniti                          | Indiana Pacers                        | Providence                              |
| 13     | Derek Anderson (SG)    | Stati Uniti                          | Cleveland Cavaliers                   | Kentucky                                |
| 14     | Maurice Taylor (PF)    | Stati Uniti                          | Los Angeles Clippers                  | Michigan                                |
| 15     | Kelvin Cato (C)        | Stati Uniti                          | Dallas Mavericks (da Minnesota)       | Iowa State                              |
| 16     | Brevin Knight (PG)     | Stati Uniti                          | Cleveland Cavaliers (da Phoenix)      | Stanford                                |
| 17     | Johnny Taylor (F)      | Stati Uniti                          | Orlando Magic                         | Chattanooga                             |
| 18     | Chris Anstey (F)       | Australia                            | Dallas Mavericks (da Portland)        | SE Melbourne Magic (Australia)          |
| 19     | Scot Pollard (C)       | Stati Uniti                          | Detroit Pistons                       | Kansas                                  |
| 20     | Paul Grant (C)         | Stati Uniti                          | Minnesota Timberwolves (da Charlotte) | Wisconsin                               |
| 21     | Anthony Parker (SG)    | Stati Uniti                          | New Jersey Nets (dai L.A. Lakers)     | Bradley                                 |
| 22     | Ed Gray (G)            | Stati Uniti                          | Atlanta Hawks                         | California                              |
| 23     | Bobby Jackson (G)      | Stati Uniti                          | Seattle SuperSonics                   | Minnesota                               |
| 24     | Rodrick Rhodes (G)     | Stati Uniti                          | Houston Rockets                       | USC                                     |
| 25     | John Thomas (C)        | Stati Uniti                          | New York Knicks                       | Minnesota                               |
| 26     | Charles Smith (G)      | Stati Uniti                          | Miami Heat                            | New Mexico                              |
| 27     | Jacque Vaughn (G)      | Stati Uniti                          | Utah Jazz                             | Kansas                                  |
| 28     | Keith Booth (F)        | Stati Uniti                          | Chicago Bulls                         | Maryland                                |

## Giocatori scelti al 2º giro
| Scelta | Giocatore            | Nazionalità | Squadra NBA                             | Scuola/ex squadra                 |
| ------ | -------------------- | ----------- | --------------------------------------- | --------------------------------- |
| 29     | Serge Zwikker (C)    | Paesi Bassi | Houston Rockets (da Vancouver)          | North Carolina                    |
| 30     | Mark Sanford (F)     | Stati Uniti | Miami Heat (da Boston)                  | Washington                        |
| 31     | Charles O'Bannon (G) | Stati Uniti | Detroit Pistons (da San Antonio)        | UCLA                              |
| 32     | James Cotton (G)     | Stati Uniti | Denver Nuggets                          | Long Beach State                  |
| 33     | Marko Milič (G)      | Slovenia    | Philadelphia 76ers                      | Smelt Olimpija (Slovenia)         |
| 34     | Bubba Wells (F)      | Stati Uniti | Dallas Mavericks                        | Austin Peay                       |
| 35     | Kebu Stewart (F)     | Stati Uniti | Philadelphia 76ers (da New Jersey)      | Cal State Bakersfield             |
| 36     | James Collins (G)    | Stati Uniti | Philadelphia 76ers (da Toronto)         | Florida State                     |
| 37     | Marc Jackson (F)     | Stati Uniti | Golden State Warriors                   | Temple                            |
| 38     | Jerald Honeycutt (F) | Stati Uniti | Milwaukee Bucks                         | Tulane                            |
| 39     | Anthony Johnson (G)  | Stati Uniti | Sacramento Kings                        | Charleston                        |
| 40     | Eddie Elisma (F)     | Stati Uniti | Seattle SuperSonics (dai L.A. Clippers) | Georgia Tech                      |
| 41     | Jason Lawson (C)     | Stati Uniti | Denver Nuggets (da Indiana)             | Villanova                         |
| 42     | Stephen Jackson (G)  | Stati Uniti | Phoenix Suns                            | Butler C.C. (Kansas)              |
| 43     | Gordon Malone (F)    | Stati Uniti | Minnesota Timberwolves                  | West Virginia                     |
| 44     | Cedric Henderson (F) | Stati Uniti | Cleveland Cavaliers                     | Memphis                           |
| 45     | God Shammgod (G)     | Stati Uniti | Washington Bullets                      | Providence                        |
| 46     | Eric Washington (G)  | Stati Uniti | Orlando Magic (ceduto a Denver)         | Alabama                           |
| 47     | Alvin Williams (G)   | Stati Uniti | Portland Trail Blazers                  | Villanova                         |
| 48     | Predrag Drobnjak (C) | Jugoslavia  | Washington Bullets (da Charlotte)       | Partizan Belgrado (RF Jugoslavia) |
| 49     | Alain Digbeu (G)     | Francia     | Atlanta Hawks (da Detroit)              | Villeurbanne (Francia)            |
| 50     | Chris Crawford (F)   | Stati Uniti | Atlanta Hawks                           | Marquette                         |
| 51     | DeJuan Wheat (G)     | Stati Uniti | Los Angeles Lakers                      | Louisville                        |
| 52     | C.J. Bruton (G)      | Australia   | Vancouver Grizzlies (da Houston)        | Indian Hills C.C. (Iowa)          |
| 53     | Paul Rogers (C)      | Australia   | Los Angeles Lakers (da New York)        | Gonzaga                           |
| 54     | Mark Blount (C)      | Stati Uniti | Seattle SuperSonics                     | Pittsburgh                        |
| 55     | Ben Pepper (C)       | Australia   | Boston Celtics (da Miami)               | Newcastle Falcons (Australia)     |
| 56     | Nate Erdmann (G)     | Stati Uniti | Utah Jazz                               | Oklahoma                          |
| 57     | Roberto Dueñas (C)   | Spagna      | Chicago Bulls                           | FC Barcelona (Spagna)             |